# آلپ ۱۰۹۵۷
سیارک ۱۰۹۵۷ (به انگلیسی: 10957 Alps، نامگذاری:6068P-L) ده هزار و نهصد و پنجاه و هفتمین سیارک کشف شده‌است که در ۲۴ سپتامبر ۱۹۶۰ کشف شد.